# 松森奈津子
松森 奈津子（まつもり なつこ、1973年 - ）は、日本の政治学者（政治思想史・国際関係論・スペイン史）。学位はPh.D.（マドリード・コンプルテンセ大学・2004年）。静岡県立大学国際関係学部准教授・大学院国際関係学研究科准教授。
青山学院大学国際政治経済学部助手、静岡県立大学国際関係学部講師などを歴任した。

## 来歴

### 生い立ち
1973年生まれ。指定校推薦枠で青山学院大学に進学し、国際政治経済学部の国際政治学科にて国際政治学を学んだ。1996年に卒業し、学士（国際政治経済学）の学位を取得した。同大学の大学院に進学し、国際政治経済学研究科の国際政治学専攻の博士課程にて学んだ。その間に、修士（国際政治学）の学位を1998年に取得した。また、一時、国際政治経済学研究科の外国人留学生指導員などを務めていた。2001年に同大学の大学院博士課程を単位取得退学した。また、スペイン政府給費奨学生としてスペインのマドリード・コンプルテンセ大学に学び、政治社会学部の社会政治思想史学科にて博士課程を修了した。その結果、Diploma de Estudios Avanzados（社会政治思想史）（マドリード・コンプルテンセ大学・2001年）の学位を取得した。また、後年には政治学博士（マドリード・コンプルテンセ大学・2004年）の学位を取得している。

### 学術活動
2001年、母校である青山学院大学に採用され、国際政治経済学部の国際政治学科にて助手を務めた。2004年には静岡県立大学に転じ、国際関係学部の国際言語文化学科にて講師に就任した。その間、サラマンカ大学の地理歴史学部にて近現代史学科の招聘教員を務めたり、明治学院大学の法学部や常葉学園短期大学の日本語日本文学科にて非常勤講師を務めた。
現在は、静岡県立大学の国際関係学部にて国際言語文化学科の准教授を務めている。また慶應義塾大学法学部の特別招聘講師や、関西大学の法学研究所に設置されたマイノリティ研究センターの研究員も兼任している。

## 研究
専攻は政治学であり、特に政治思想史や国際関係論を専門としている。大航海時代のスペインによるアメリカ大陸の植民地化にともない発生したインディアス問題や、サラマンカ学派の政治理論の研究が知られており、実際にサラマンカ大学にて教鞭を執った経験を持つ。また、インディアス問題やサラマンカ学派などスペインに纏わる話題を取り上げる機会が多いことから、スペイン史についても造詣が深い。
2009年には、今までの成果を纏めた『野蛮から秩序へ――インディアス問題とサラマンカ学派』を上梓した。同書は東京大学副学長の田中明彦が「中世から近代にいたるヨーロッパ政治思想の的確な整理を行いつつ、スペイン語の文献も駆使しつつ、サラマンカ学派からラス・カサスに至る議論の展開を体系的に、しかも分かりやすく分析することに成功している」と評するなど高い評価を得たため、サントリー文化財団より第31回サントリー学芸賞思想・歴史部門を授与された。また、処女作をはじめ、幾つかの著書はスペイン語で書かれている。

## 略歴
- 1973年 - 誕生。
- 1996年3月 - 青山学院大学国際政治経済学部卒業。
- 2001年3月 - 青山学院大学大学院国際政治経済学研究科博士課程単位取得退学。
- 2001年3月 - マドリード・コンプルテンセ大学政治社会学部博士課程修了。
- 2001年4月 - 青山学院大学国際政治経済学部助手。
- 2003年4月 - 明治学院大学法学部非常勤講師。
- 2004年4月 - 静岡県立大学国際関係学部講師。
- 2006年2月 - サラマンカ大学地理歴史学部招聘教員。
- 2008年4月 - 常葉学園短期大学日本語日本文学科非常勤講師。
- 2008年10月 - 慶應義塾大学法学部特別招聘講師。
- 2008年10月 - 関西大学法学研究所マイノリティ研究センター研究員。
- 2012年4月 - 静岡県立大学国際関係学部国際言語文化学科准教授

## 賞歴
- 2009年12月 - 第31回サントリー学芸賞 思想・歴史部門。『野蛮から秩序へ――インディアス問題とサラマンカ学派』にて。

## 著作
- Civilización y barbarie -- los asuntos de Indias y el pensamiento político moderno (1492 - 1560), Madrid: Biblioteca Nueva, 2005. ISBN 8497424107
- Los asuntos de Indias y el pensamiento político moderno -- los conceptos de "civilización" y "barbarie" en el nuevo orden mundial (1492 - 1560), Madrid: Servicio de Publicaciones, vicerrectorado de cultura, deporte y politica social, 2006. ISBN 8466926445
- 『野蛮から秩序へ――インディアス問題とサラマンカ学派』名古屋大学出版会、2009年。ISBN 9784815806125